# Kerry Conran
Kerry Conran (* 6. November 1964 in Flint, Michigan) ist ein US-amerikanischer Regisseur. Sein Erstlingswerk war „Sky Captain and the World of Tomorrow“ für das er auch das Drehbuch geschrieben hat.
Er wuchs in Flint auf, ohne den anderen Filmemacher von dort, Michael Moore, zu kennen. Seine Ausbildung machte er am California Institute of the Arts („CalArts“) in Los Angeles. Schon dort interessierte er sich hauptsächlich für digitale Effekte. Er versuchte seinen ersten Film auf einem Apple Macintosh IIci zu erstellen (Electric Image für 3D-Effekte, Photoshop und After Effects).
Er arbeitete 4 Jahre an einem 6 Minuten langen Clip, den die Produzentin Marsha Oglesby zufällig zu sehen bekam. Sie sprach daraufhin mit dem Produzenten Jon Avnet, der auch sofort begeistert war. Zusammen mit Jude Law, Gwyneth Paltrow und Angelina Jolie konnten beide die Finanzierung seines Regiedebüts sicherstellen.
Es ist der erste Film, der insgesamt im Blue-Box-Verfahren entstanden ist. Insgesamt 29 Drehtage reichten aus, denn die meiste Arbeit lag in der Erstellung der computergenerierten Filmbestandteile. Der Film kostete geschätzte 70 Millionen Dollar.